# Le Briccole
Le Briccole (detta anche Bricola o Bricole) è un antico borgo, oggi un insieme di casali, situato nei pressi della frazione Gallina del comune di Castiglione d'Orcia, in provincia di Siena.

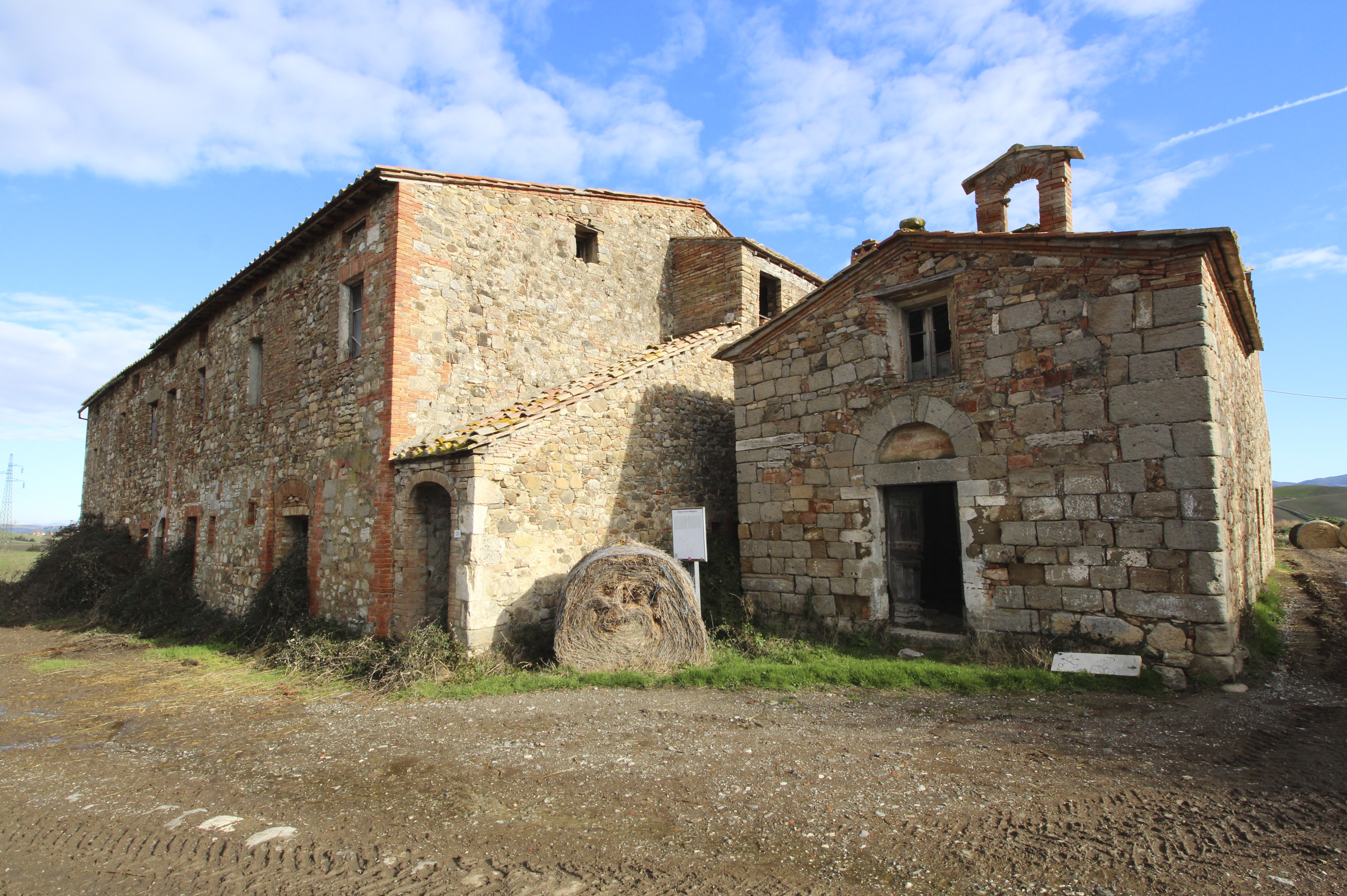
Le Briccole e la chiesa di San Pellegrino

## Storia
Nel medioevo fu un ospizio per i pellegrini e viaggiatori lungo la via francigena, dedicato a San Pellegrino, appartenuto in origine ai monaci Camaldolensi di Vivo d'Orcia e successivamente dipendente dalla Badia di San Pietro in Campo. All'ospitale - come riporta lo storico Emanuele Repetti - si riferiscono varie pergamene dei secoli XI, XII e XIII della Badia di S. Mustiola di Siena, cui fu incorporato col monastero sopraindicato.
La località inoltre è documentata fin dal primo Medioevo poiché l'ospizio si trovava lungo il tragitto dell'antica Via Francigena. In particolare nell'Itinerario di Sigerico, arcivescovo di Canterbury, la località rappresentava la XI tappa (Submansio) ed era allora definita Abricula.
Il 17 settembre dell'anno 1079 nel borgo di Bricole si fermò la contessa Matilde di Canossa reduce da Roma. La contessa confermava alla Cattedrale di Lucca tramite la pubblicazione di un placito il possesso di Castiglion Bernardi nella Val di Cornia.